# Air Pink
Air Pink – serbska prywatna biznesowa i czarterowa linia lotnicza. Została założona w 2004 jako część Pink International Company.

## Flota
| Total | Type                      |
| ----- | ------------------------- |
| 1     | Cessna Citation II 550    |
| 1     | Cessna Citation II 551    |
| 2     | Cessna Citation 550 Bravo |
| 1     | Cessna Citation CJ2+      |